# Kim Possible: Drypande Dramatiskt
Kim Possible: Drypande Dramatiskt (Kim Possible: So the Drama) från 2005, är den andra långfilmen i Disneys serie Kim Possible.
Filmen är en uppföljare till Kim Possible: Tidsapan.

## Handling
Kims ärkefiende Dr. Drakken är på gång med ännu ett försök att ta över världen med sin ondaste plan hittills. Samtidigt har Kim problem med att hitta en kille att gå på skolbalen med. Tills hon hittar Erik, den nye killen i skolan. Kims bästa vän Ron Stoppable, har också problem. Hans favoritrestaurang Bueno Nacho har ändrat på menyerna. Inte blev det bättre när Kim träffade Erik. Ron känner sig svartsjuk, eftersom han har blivit kär i Kim. Så snart som Kim får reda på att Drakken har kidnappat Erik, måste hon och Ron så fort som möjligt stoppa Drakken. Eller befinner sig Erik frivilligt hos Dr. Drakken? När Kim och Ron återvänder till skolbalen dansar de en tryckare. Starka känslor uppstår hos båda och de kysser varandra.

## Medverkande (röster, engelska)
- Christy Carlson Romano
- Will Friedle
- Nancy Cartwright
- Raven-Symoné
- John DiMaggio
- Nicole Sullivan
- Jean Smart
- Gary Coless
- Shaun Flemming
- Ricky Ullman